# ケル・アハガル
ケル・アハガル (Kel Ahaggar、ティフィナグ文字 : ⴾⵍ ⵂⴴⵔ、アラビア語: كل اهقار : アハガルのトゥアレグ )または イハガレンはアルジェリア領サハラのトゥアレグ人の部族連合である。

## 歴史

### 起源
ケル・アハガルはケル・アジェール、ケル・アイル、ウエレミンデン、ティンゲレジフとともに、5つの最も古いトゥアレグ 部族連合の一つであり、その名は中世から知られている.
ケル・アハガルはマグリブ征服によってヌミディアとリビュア、そして他の北アフリカから追放されて以来、タッシリ・ワン・アハガルの山地を占有している。しかし、ケル・アハガル人自身はローマ時代よりも前からこの地域を占有してきたと主張している 14世紀にはサハラ砂漠を横断したアラブ人の年代記作家が「ベルベル」と呼ばれ、ベールを被ったトゥアレグ人がアハガルからトゥアトまで存在したことを記録している

### ケル・アハガル部族連合の性質

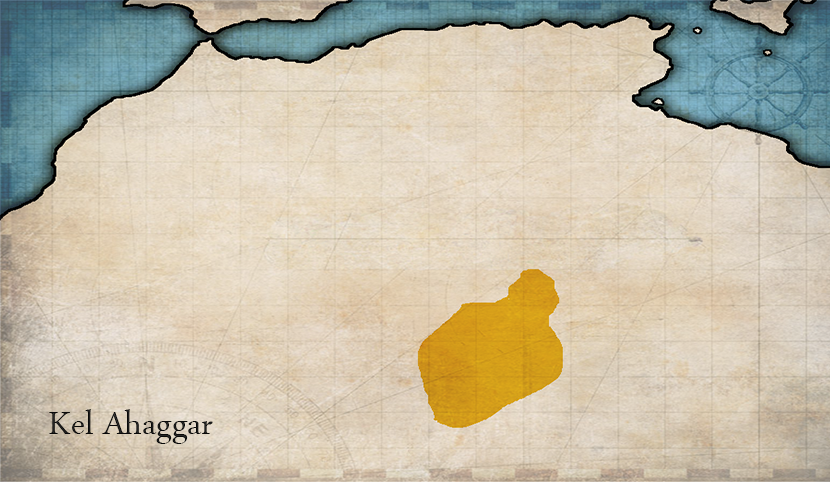
ケル・アハガルの地図

16世紀から17世紀までの間、ケル・アハガルはシャリフの一族の指導下に置かれていた。(ムハンマドの子孫であると主張している) 近接するタッシリ・ナジェールのケル・アジェール部族連合のイナメンである。
17世紀にはケル・アハガルはケル・アジェールの指導を離れ、独自の部族連合(エテベル)を形成した. 連合は最高首長であるアメヌカルが率いており、ほかの貴族はアムガルとして部族を率いている(複数形はイムガレン)
アメヌカルの権力の特質は、アメヌカル主権の象徴たるエテベルと呼ばれるドラムである
連合は1903年からフランスが宗主国となり、1962年からアルジェリアの下に置かれた。アルジェリア政府は1977年にケル・アハガル部族連合を廃止することを決定した。

## ケル・アハガルの部族の一覧
貴族の部族
- ケル・ゲラ(レラ)、議論の余地なく他部族に優越し、ケル・ゲラからアメノカルが選出される[5]
- タイトク、ケル・ゲラの宿敵

従属部族 : 
- ケル・タズレト
- イヘイアウエン
- 北方のイサカマレネ系トゥアレグ集団[5] :
  - ケル・インミディル
  - ケル・テジェデスト
  - ケル・オヘト
  - ケル・イン・ラル (インレル)
  - ケル・アムグイド(アムギド)
  - ケル・アハネト
- 東方のケル・ガジ[5]
- 東方のイベルジャン[5]
- ダグ・ガリ、ケル・ゲラの従属部族で、アタコールの火山群に居住する[5] ダグ・ガリの間では一般的にアムガルが選出されるケル・タマンラセットとケル・タルヘナネットの二つの支配者層とケル・ヒラフォクとケル・ タグネルトの他の二つの支配者層に分かれている[5].
- 東方のエイト・ロエン(エイト・ロアイェン)
- アジュン・テヘレ、ケル・ゲラの従属部族[5]
- イボテナテンとイレゲナテン、アハガルの南方に移動したものの、未だ連合に所属している。